# Secretine
Secretine is een peptidehormoon dat geproduceerd wordt door de S-cellen van het duodenum. Deze cellen zijn gelegen in de zogeheten crypten van Lieberkühn. Secretine reguleert de zuurgraad van de duodenale inhoud. Dit geschiedt door het remmen van de maagzuursecretie. De stimulus voor secretinesecretie is zuur in het duodenum. 

## Functie
Secretine stimuleert de secretie van bicarbonaat door de lever, de pancreas en de klieren van Brunner (glandulae duodenales). Dit bicarbonaat buffert de zure voedselbrij (chymus) dat van de maag het duodenum bereikt. Daarnaast remt secretine de zuursecretie in de maag. Dit geschiedt door het remmen van de G-cellen die gastrine produceren. Gastrine zorgt normaal gezien voor zuursecretie door stimulatie van de pariëtale cellen via CCK-B receptoren. Remming van dit hormoon leidt dus tot een verminderde zuursecretie in de maag. 
Het neutraliseren van het maagzuur in het duodenum is belangrijk omdat verscheidene verteringsenzymen van de pancreas (amylase en lipase) slechts werkzaam zijn bij een neutrale pH. Het vormen van micellen, belangrijk voor de vetvertering, kan eveneens enkel plaatsvinden in een neutraal of licht basisch milieu. Daarnaast vormt het neutraliseren van het maagzuur een belangrijke buffer tegen de vorming van ulcera.

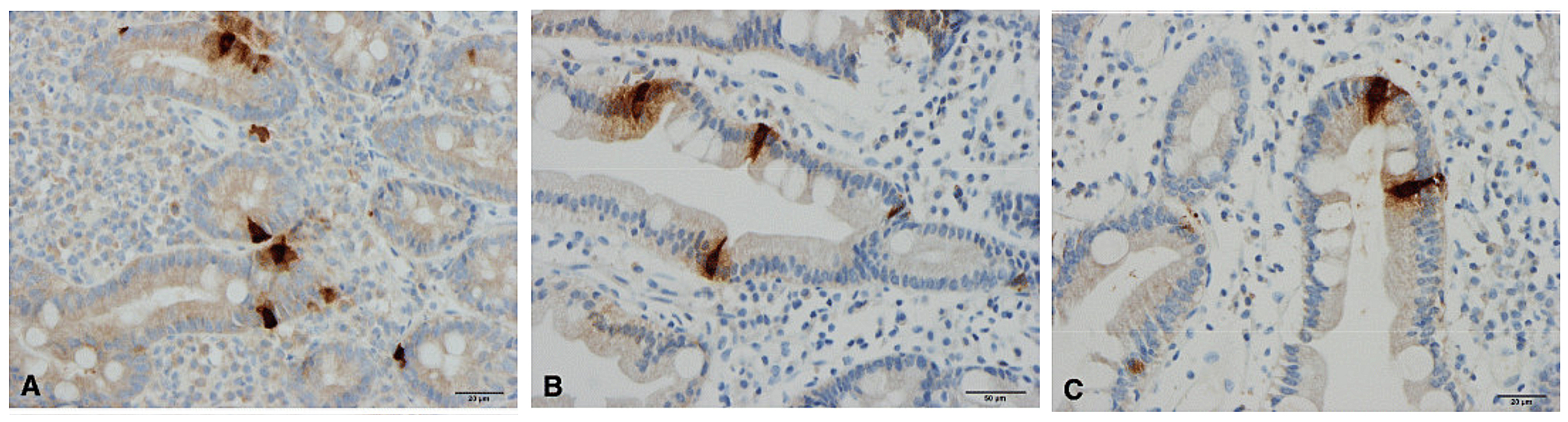
S-cellen in de twaalfvingerige darm van (A) een gezonde proefpersoon, (B) een patiënt met coeliakie (CD) en (C) een patiënt met het prikkelbare darmsyndroom